# クリスティアン・スアレス
クリスティアン・アンドレス・スアレス・バレンシア（スペイン語: Christian Andrés Suárez Valencia、1985年11月2日 - ）は、エクアドルの元サッカー選手。元エクアドル代表。現役時代のポジションはFW。

## クラブ歴
2007年にデポルティーボ・アゾゲスでセリエA初出場。ここでの活躍によってLDUキトに引き抜かれた。LDUキトではコパ・リベルタドーレス2008を制覇したが、彼自身は控えとしての出場機会が少しあったのみであった。2009年にCDオルメドに期限付き移籍。攻撃的ミッドフィールダーとしてレギュラーを掴みチームメイトの得点を御膳立てした。2列目ながら10得点したのもあり、オルメドは買い取りオプションを行使した。2010年はCDエル・ナシオナルに期限付き移籍。
2010年12月14日にリーガMXのクルブ・ネカクサに移籍。2011年5月にネカクサが降格するとサントス・ラグナに移籍。クリスティアン・ベニテスの後任としての加入であった。リーグのアペルトゥーラ2011でもCONCACAチャンピオンズリーグ2011-12でも2位に終るという結果であったが、2012年のアペルトゥーラでCONCACAFチャンピオンズリーグで敗れたCFモンテレイを破り雪辱を果たした。
2013年にCFパチューカに移籍。2014年にバルセロナSCに移籍しエクアドルに復帰したが、2015年にクラブ・アトラスに加入し再びメキシコに戻った。同年7月26日にドラドス・デ・シナロアにマルコス・カイセド、セグンド・カスティージョ、ワルテル・アジョビとともに加入。
2016年に再びバルセロナSCに加入。2017年はグアヤキル・シティFCに所属した。

## 代表歴
2010年10月8日に行われたコロンビア代表との親善試合で途中出場し代表初出場。2011年8月10日のコスタリカ代表との親善試合で代表初得点。

## 個人成績
| #  | 日附          | 場所                                               | 対戦相手   | 得点 | 結果 | 大会     |
| -- | ------------- | -------------------------------------------------- | ---------- | ---- | ---- | -------- |
| 1. | 2011年8月10日 | サンホセ、エスタディオ・リカルド・サプリサ・アイマ | コスタリカ | 0–1  | 0–2  | 親善試合 |
| 2. | 2011年9月2日  | キト、エスタディオ・オリンピコ・アタウアルパ       | ジャマイカ | 2–0  | 5–2  | 親善試合 |
| 3. | 2011年9月6日  | キト、エスタディオ・オリンピコ・アタウアルパ       | コスタリカ | 1–0  | 4–0  | 親善試合 |